# Flodder – Eine Familie zum Knutschen in Manhattan
Flodder – Eine Familie zum Knutschen in Manhattan ist ein niederländischer Spielfilm aus dem Jahr 1992. Der Film ist die Fortsetzung des Kinoerfolgs Flodder – Eine Familie zum Knutschen und handelt von der asozialen Familie Flodder.

## Handlung
Zwischen der Niederlande und den USA findet ein Familien-Austauschprogramm statt. Der Stadtrat von Sonnental nutzt die Gunst der Stunde, um die Familie Flodder für mindestens ein Jahr loszuwerden. Fälschlicherweise werden sie bei ihrer Ankunft in New York für eine russische Ärztedelegation gehalten und in einem Luxushotel einquartiert. Noch bevor der Irrtum bemerkt wird, werden sie auf eine elitäre Party eingeladen. Werner sucht sie am Flughafen, dabei wird sein Leihwagen inklusive Geld und Papiere abgeschleppt. Dadurch wird er obdachlos und landet am Ende im Krankenhaus. Auch die Flodders werden, wenn auch nur kurz obdachlos, als die echten Ärzte im Hotel eintreffen. Sie übernachten im Park, doch schon am nächsten Morgen retten sie einen Mann vor einem Raubüberfall, der sie dafür bei sich zu Hause aufnimmt und ihnen anbietet, in seinem Nachtclub mitzuarbeiten. Kees lernt dadurch den Sohn des Präsidenten kennen, da die Flodders mit dem von ihnen im Park geretteten Mann seinen Nachtclub neueröffnet haben, wo Kees einen gekonnten Strip aufs Parkett legt. Als der Präsident davon erfährt, kommt es zu diplomatischen Verwicklungen und die Flodders werden zur Abreise aufgefordert. Auch Werner empfiehlt die Abreise wegen der für die Zerstörung der Freiheitsstatue angedrohten strafrechtlichen Konsequenzen, nachdem er bei einem kurzen Aufenthalt im Obdachlosenmillieu nach Verlust der Brille blind vor ein Auto läuft und im Krankenhaus irrtümlich eine Geschlechtsumwandlung erlitten hat. Die Flodders lassen sich davon aber nicht beeindrucken und wollen bleiben. Dank der Intervention des Präsidenten, der seinen Sohn von der "asozialen" Kees fernhalten will, erzielt man einen Kompromiss. Den Flodders werden reichlich teure Luxusartikel geschenkt, dafür fliegen sie dann in der 1. Klasse nach Hause zurück. Im Flugzeug wundert sich Johnnie, dass Werner statt der üblichen Lektüre eine Ausgabe von "Playgirl" vor sich hat.

## Hintergrund
- Der Film knüpft anfangs teilweise an den Vorgänger an. So sieht man zum Beispiel das Haus der Flodders, das während einer Party am Ende des ersten Teils zerstört wurde und nun nur noch eine Ruine ist. Einige Figuren, wie zum Beispiel Johnnies Freundin Yolanda (ihre Verlobung war Anlass für die besagte Feier), tauchen hingegen nicht mehr auf.
- Die Szene vor dem Weißen Haus wurde vom Garten aus gefilmt. Heutzutage dürfen von dort aus keine Aufnahmen mehr gemacht werden.
- Der Film ist in Deutschland in der geschnittenen US-Version (96 Minuten) sowohl im Kino als auch auf DVD erschienen
- 2015 wurde der Film in Deutschland in der Extended-Cut-Fassung (115 Minuten) als Teil einer DVD-Trilogy-Box vom Label Studiocanal veröffentlicht. Die nichtsynchronisierten Stellen im Film wurden mit Untertiteln ergänzt.
- In Spanien und den Niederlanden ist der Film ungekürzt auf DVD erschienen.
- In dem Film spielt Huub Stapel zum letzten Mal die Rolle des Johnnie. In der Serie und dem dritten Film übernimmt Coen van Vrijberghe de Coningh diesen Part. Stapel ist jedoch auch in der Serie noch einmal zu sehen. In der fünften Staffel (Folge Egotrip) spielt er den Ganoven Paolo.
- Das Wohnviertel Zonnedael, in dem die Flodders wohnen, hat in den deutschen Fassungen zwei verschiedene Namen: In den Spielfilmen heißt die Siedlung Sonnental, in den Serien-Episoden ist von Sonnenschein die Rede.

## Kritik
„Geschmackloser und primitiver Klamauk, der seine schlechten Scherze und derben Zoten auf Kosten gesellschaftlicher Randgruppen treibt.“